# Janusz Braszczyński
Janusz Braszczyński (ur. 9 czerwca 1931 w Gostyninie, zm. 8 listopada 2019) – polski metalurg, wykładowca akademicki, rektor Politechniki Częstochowskiej.

## Życiorys
Urodził się 9 czerwca 1931 r. w Gostyninie. Pracę naukową na Politechnice Częstochowskiej zaczął w 1953 r. jako student. Studia na Wydziale Metalurgicznym Politechniki Częstochowskiej ukończył w 1957 r. Stopień doktora zdobył w 1964 r. na Politechnice Śląskiej, a w 1970 r. habilitował się na Wydziale Metalurgiczno-Technologicznym tej samej uczelni. Staże naukowe odbywał m.in. na politechnice w Magdeburgu, w Instytucie Odlewnictwa w Paryżu i Centrum Metalurgii w Rzymie, a także w ośrodkach naukowo-badawczych we Francji. Tytuł profesora nadzwyczajnego otrzymał w 1978 r., a w 1991 – tytuł profesora zwyczajnego.
W latach 1973–1981 sprawował funkcję dziekana Wydziału Metalurgicznego, a jego zasługą było m.in. przeniesienia wydziału do nowej siedziby. W 1981 r. jako pierwszy w historii Politechniki Częstochowskiej został wybrany rektorem w głosowaniu elektorów, ale został usunięty z urzędu w stanie wojennym (1982 r.). W 1990 r. ponownie został wybrany na rektora, a następnie uzyskał reelekcję i pełnił funkcję do 1996 r. W 2001 r. otrzymał tytuł doktora honoris causa Politechniki Częstochowskiej.
Badał mechanizmy krzepnięcia i krystalizacji odlewów, a w szczególności kompozytów odlewanych. Autor ok. 200 publikacji, 3 książek, 4 skryptów, 3 filmów i 6 patentów. Promotor 5 prac doktorskich. Był członkiem Komitetu Metalurgii Polskiej Akademii Nauk (w 1995 r. wybrany na wiceprzewodniczącego), zaś w latach 1992–1995 przewodniczył w oddziale katowickim Komisji Odlewnictwa PAN, a od 1996 r. był tam wiceprzewodniczącym. Od 1994 r. był przewodniczącym Polskiego Towarzystwa Materiałów Kompozytowych i redaktorem naczelnym czasopisma Kompozyty. 
Odznaczony m.in. Krzyżem Oficerskim i Krzyżem Kawalerskim Orderu Odrodzenia Polski, Złotym Krzyżem Zasługi, Medalem Komisji Edukacji Narodowej, Złotą i Srebrną Odznaką Honorową NOT.
Zmarł 8 listopada 2019 r. i został pochowany na cmentarzu św. Rocha w Częstochowie.